# 5 000 mètres masculin aux championnats du monde d'athlétisme 2011
Navigation
Berlin 2009 Moscou 2013
L'épreuve du 5 000 mètres masculin des Championnats du monde de 2011 s'est déroulée les 1er et 4 septembre 2011 dans le Stade de Daegu en Corée du Sud. Elle est remportée par le Britannique Mohamed Farah.

## Critères de qualification
Pour se qualifier pour les Championnats (minima A), il fallait avoir réalisé moins de 13 min 20 s 00 entre le 1er octobre 2010 et le 15 août 2011. Le minima B est de 13 min 27 s 00.

## Records
| Record                    | Athlète                   | Pays       | Temps          | Lieu                     | Date            |
| ------------------------- | ------------------------- | ---------- | -------------- | ------------------------ | --------------- |
| Record du monde           | Kenenisa Bekele           | Éthiopie   | 12 min 37 s 35 | Hengelo, Pays-Bas        | 31 mai 2004     |
| Record des championnats   | Eliud Kipchoge            | Kenya      | 12 min 52 s 79 | Paris, France            | 31 August 2003  |
| Record d'Afrique          | Kenenisa Bekele           | Éthiopie   | 12 min 37 s 35 | Hengelo, Pays-Bas        | 31 mai 2004     |
| Record d'Asie             | Saif Saaeed Shaheen       | Qatar      | 12 min 51 s 98 | Rome, Italie             | 14 juillet 2006 |
| Record d'Amérique du Nord | Bob Kennedy               | États-Unis | 12 min 58 s 21 | Zurich, Suisse           | 14 août 1996    |
| Record d'Amérique du Sud  | Marílson Gomes dos Santos | Brésil     | 13 min 19 s 43 | Cassel, Allemagne        | 8 juin 2006     |
| Record d'Europe           | Mohammed Mourhit          | Belgique   | 12 min 49 s 71 | Bruxelles, Belgique      | 25 août 2000    |
| Record d'Océanie          | Craig Mottram             | Australie  | 12 min 55 s 76 | Londres, Grande-Bretagne | 30 juillet 2004 |

### Meilleures performances de l'année 2011
Les dix athlètes les plus rapides de l'année sont, avant les championnats (au 14 août 2011), les suivants.
|    | Athlète                 | Pays        | Temps          | Date            |
| -- | ----------------------- | ----------- | -------------- | --------------- |
| 1  | Mohammed Farah          | Royaume-Uni | 12 min 53 s 11 | 22 juillet 2011 |
| 2  | Bernard Lagat           | États-Unis  | 12 min 53 s 60 | 22 juillet 2011 |
| 3  | Isiah Kiplangat Koech   | Kenya       | 12 min 54 s 18 | 22 juillet 2011 |
| 4  | Imane Merga             | Éthiopie    | 12 min 54 s 21 | 26 mai 2011     |
| 5  | Vincent Kiprop Chepkok  | Kenya       | 12 min 55 s 29 | 26 mai 2011     |
| 6  | Dejen Gebremeskel       | Éthiopie    | 12 min 55 s 89 | 26 mai 2011     |
| 7  | Thomas Pkemei Longosiwa | Kenya       | 12 min 56 s 08 | 22 juillet 2011 |
| 8  | Sileshi Sihine          | Éthiopie    | 12 min 57 s 86 | 26 mai 2011     |
| 9  | Eliud Kipchoge          | Kenya       | 12 min 59 s 01 | 22 juillet 2011 |
| 10 | Edwin Cheruiyot Soi     | Kenya       | 12 min 59 s 15 | 29 mai 2011     |

## Résultats

### Finale
| Rang               | Athlète                 | Temps          |
| ------------------ | ----------------------- | -------------- |
| Médaille d'or      | Mohamed Farah           | 13 min 23 s 36 |
| Médaille d'argent  | Bernard Lagat           | 13 min 23 s 64 |
| Médaille de bronze | Dejen Gebremeskel       | 13 min 23 s 92 |
| 4                  | Isiah Kiplangat Koech   | 13 min 24 s 95 |
| 5                  | Abera Kuma              | 13 min 25 s 50 |
| 6                  | Thomas Pkemei Longosiwa | 13 min 26 s 73 |
| 7                  | Eliud Kipchoge          | 13 min 27 s 27 |
| 8                  | Bilisuma Shugi          | 13 min 27 s 67 |
| 9                  | Galen Rupp              | 13 min 28 s 64 |
| 10                 | Daniele Meucci          | 13 min 29 s 11 |
| 11                 | Amanuel Mesel           | 13 min 33 s 99 |
| 12                 | Jesús España            | 13 min 33 s 99 |
| 13                 | Hussain Jamaan Alhamdah | 13 min 34 s 83 |
| 14                 | Alistair Ian Cragg      | 13 min 45 s 33 |
| 15                 | Jake Robertson          | 14 min 03 s 09 |
|                    | Imane Merga             | DQ             |

## Légende
Records et Performances
- AR : Record continental (area record)
- CR : Record des championnats (championship record)
- MR : Record du meeting (meet record)
- NR : Record national (national record)
- OR : Record olympique (olympic record)
- PR : Record paralympique (paralympic record)
- PB : Record personnel (personal best)
- SB : Meilleure performance personnelle de la saison (season's best)
- WL : Meilleure performance mondiale de l'année (world leader)
- WJR : Record du monde junior (world junior record)
- WR : Record du monde (world record)

Circonstances et Conditions
- DNF : N'a pas terminé (did not finish)
- DNS : N'a pas pris le départ (did not start)
- DQ : Disqualification (disqualification)
- NM : Aucun essai valable enregistré (No Mark)
- Q : Qualifié « directement » au prochain tour (ou à la prochaine compétition), lors d'une compétition majeure, grâce au classement ou à la réalisation des minima (automatic qualifier)
- q : Qualifié au prochain tour (ou à la prochaine compétition), lors d'une compétition majeure, grâce au repêchage ou à la réalisation de l'une des meilleures performances parmi celles des « non qualifiés directement » (grâce au meilleur temps ou à la meilleure distance par exemple) (secondary qualifier)